# Heinz Baumann
Heinz Baumann (6 de março de 1922) foi um comandante de U-Boot que serviu na Kriegsmarine durante a Segunda Guerra Mundial.

## Carreira militar
Heinz Baumann entrou para a Kriegsmarine no ano de 1940, permanecendo no reserva até o ano de 1944 quando comissionou no dia 18 de dezembro de 1944 o submarino U-2333 da classe XXIII. Não realizou nenhuma patrulha de guerra durante a guerra, sendo aberto buracos no casco do submarino para afundar na Baía de Gelting no dia 5 de maio de 1945.

### Patentes
| Oberleutnant zur See (R) | 1 de junho de 1944 |

### Condecorações
| Distintivo de Guerra caça minas    | 12 de novembro de 1941 |
| Cruz de Ferro 2ª Classe            | 19 de janeiro de 1944  |
| Distintivo de Guerra U-boat (1939) | maio de 1944           |